# غوه جينغ جينغ
غوه جينغ جينغ (Guo Jingjing) هي لاعبة أولمبية لرياضة غطس من الصين. شاركت في الأولمبياد الصيفي في 2000–2008، وفازت بما مجموعه 6 ميداليات.

## الميداليات
| ذهب | فضة | برونز | المجموع |
| 4   | 2   | 0     | 6       |

## روابط خارجية
- غوه جينغ جينغ على موقع الاتحاد الدولي للسباحة (الإنجليزية)
- غوه جينغ جينغ على موقع قاعدة بيانات الغوص IAT (الألمانية)
- غوه جينغ جينغ على موقع قاعة مشاهير السباحة العالمية (الإنجليزية)
- غوه جينغ جينغ على موقع اللجنة الأولمبية الدولية (الإنجليزية)
- غوه جينغ جينغ على موقع أوليمبيديا (الإنجليزية)
- غوه جينغ جينغ على موقع اللجنة الأولمبية الصينية (الإنجليزية)